# Ronald McKinnon
Ronald Ian McKinnon (* 10. Juli 1935 in Edmonton, Alberta, Kanada; † 1. Oktober 2014 in Burlingame, Kalifornien, Vereinigte Staaten) war ein kanadischer Wirtschaftswissenschaftler.

## Werdegang, Forschung und Lehre
McKinnon studierte an der University of Alberta, die er 1956 als Bachelor of Arts in Richtung University of Minnesota verließ. Dort graduierte er 1961 als Ph.D.
Bereits ab 1960 lehrte McKinnon als Lecturer an der Syracuse University, ehe er 1961 als Assistant Professor an die Stanford University weiterzog. Ab 1966 Associate Professor an der Hochschule, berief ihn die Lehranstalt 1969 zum ordentlichen Professor für Wirtschaftswissenschaften. 1984 übernahm er dort die William-D.-Eberle-Professur für internationale Wirtschaft und wurde 2005 emeritiert.
Der Arbeitsschwerpunkt McKinnons liegt im Bereich internationaler Wirtschaft, -sbeziehungen und der wirtschaftlichen Entwicklung, wobei er sich hierbei insbesondere mit Transformationsökonomie auseinandersetzte. Seine Publikationen umfassen Banken, Finanzmärkte und ihre Regulierung sowie historische Entwicklungen von Geld- und Wirtschaftssystemen.  
In den 1970er Jahren prägte McKinnon mit seinem Kollegen Edward Shaw den Begriff der Financial Repression, um die Methoden zu beschreiben, wie in regulierten Märkten staatliche Institutionen Geldmittel aus dem Wirtschaftskreislauf abziehen, um ihre Schulden zu reduzieren, und damit Inflation fördern. Auch in der Folge blieb er diesem Forschungsgebiet verbunden und entwickelte Ansätze, wie diese Einschnitte in der Wirtschaftsprozess zu überwinden und offene Märkte zu etablieren und aufrechtzuerhalten sind.
Zudem trug McKinnon zur Beschreibung der Theorie optimaler Währungsräume bei. Dabei untersuchte er, wie sich verschiedene nationale Währungen und insbesondere internationale Geldtauschvereinbarungen auf Wirtschaftsbeziehungen auswirken. Er veröffentlichte bedeutende Publikationen zum historischen Verständnis für die Entwicklung des US-Dollars zur Standardwährung und wie dieser Standard als Garant einer stabilen Weltwirtschaft fortentwickelt werden könnte. Seit dem Jahr 2001 arbeitete Ronald McKinnon eng mit dem Leipziger Wirtschaftswissenschaftler Gunther Schnabl zu Fragen der ostasiatischen monetären Integration zusammen. Die beiden Wissenschaftler zeigten auf, dass in Ostasien in Fremdwährung denominierte Auslandsverschuldung bzw. Auslandsvermögen eine wichtige Motivation für Wechselkursstabilisierung sind. 
Für seine Arbeit erhielt McKinnon diverse Auszeichnungen, darunter mehrere Ehrenprofessuren. Neben seiner Lehrtätigkeit an der Stanford University arbeitete er als Gastprofessor und war als Berater für die Weltbank und der Regierungen u. a. von Peru, Chile, Kuwait und Uruguay tätig. Als gefragter Kolumnist – häufig als Op-Ed – veröffentlichte er Zeitungsartikel und Kommentare in Publikationsorganen wie The Economist, Financial Times oder dem The Wall Street Journal.
McKinnon starb am 1. Oktober 2014 infolge mehrerer nach einem Sturz erlittener Schlaganfälle in einem Krankenhaus in Burlingame im Alter von 79 Jahren.

## Werke (Auswahl)
Die folgende Auflistung gibt eine Auswahl von McKinnon veröffentlichter Bücher und Monographien wieder. Zudem veröffentlichte er diverse Zeitschriftenartikel und Arbeitspapiere.
- Money and Capital in Economic Development (1973)
- Money in International Exchange: The Convertible Currency System (1979)
- An International Standard for Monetary Stabilization (1984)
- The Order of Economic Liberalization: Financial Control in the Transition to a Market Economy (1993)
- Exchange Rates under the East Asian Dollar Standard: Living with Conflicted Virtue (2005)